# Aleksandr Drjagin
Alexander Driagin är en rysk bandyspelare född 8 september 1972. Han spelar i Skutskärs IF. Driagin har tidigare spelat i Vetlanda BK där han under flera säsonger skördade stora framgångar. Spelar för Kazakstans landslag.

## Klubbar
- 1990/91 SKA Sverdlovsk,  Ryssland
- 1991/92 SKA Sverdlovsk,  Ryssland
- 1992/93 SKA Sverdlovsk,  Ryssland
- 1993/94 SKA Sverdlovsk,  Ryssland
- 1994/95 SKA Zenit,  Ryssland
- 1995/96 Ale/Surte,  Sverige
- 1996/97 Ale/Surte,  Sverige
- 1997/98 Ale/Surte,  Sverige
- 1998/99 Vetlanda BK,  Sverige
- 1999/00 Vetlanda BK,  Sverige
- 2000/01 Vetlanda BK,  Sverige
- 2001/02 Vetlanda BK,  Sverige
- 2002/03 Vetlanda BK - Helenelunds IK,  Sverige
- 2003/04 Vetlanda BK,  Sverige
- 2004/05 Vetlanda BK,  Sverige
- 2005/06 HK Zorkij,  Ryssland
- 2006/07 Sandvikens AIK,  Sverige
- 2007/08 Sandvikens AIK,  Sverige
- 2008/09 HK Uralskij Trubnik,  Ryssland
- 2009/10 Sandvikens AIK,  Sverige
- 2010/11 Skutskärs IF,  Sverige